# 愛知県道283号加納東保見線
愛知県道283号加納東保見線（あいちけんどう283ごう かのうひがしほみせん）は、愛知県豊田市を通る一般県道である。

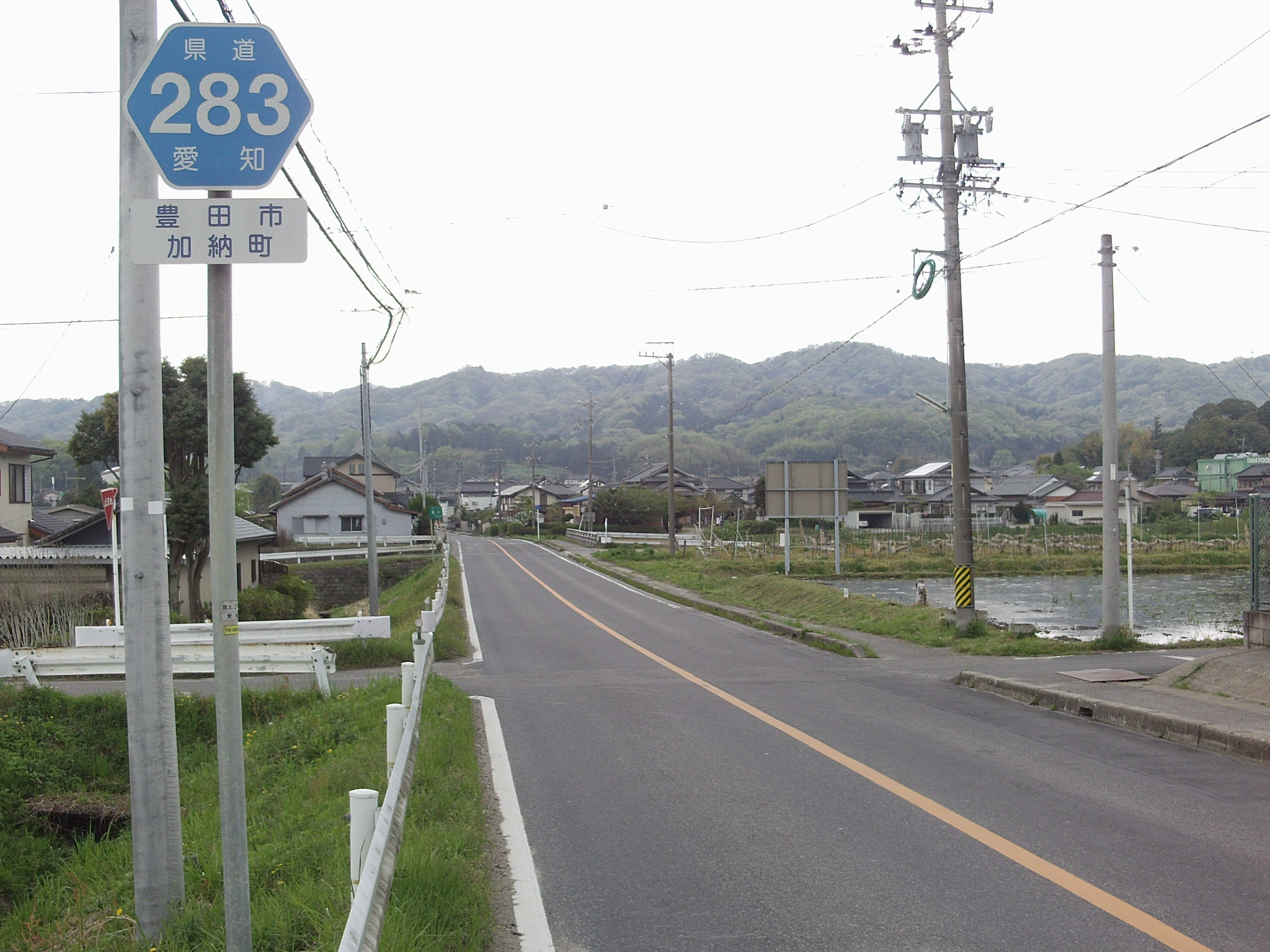
起点の加納。この先は生活道路で道幅が狭まる。

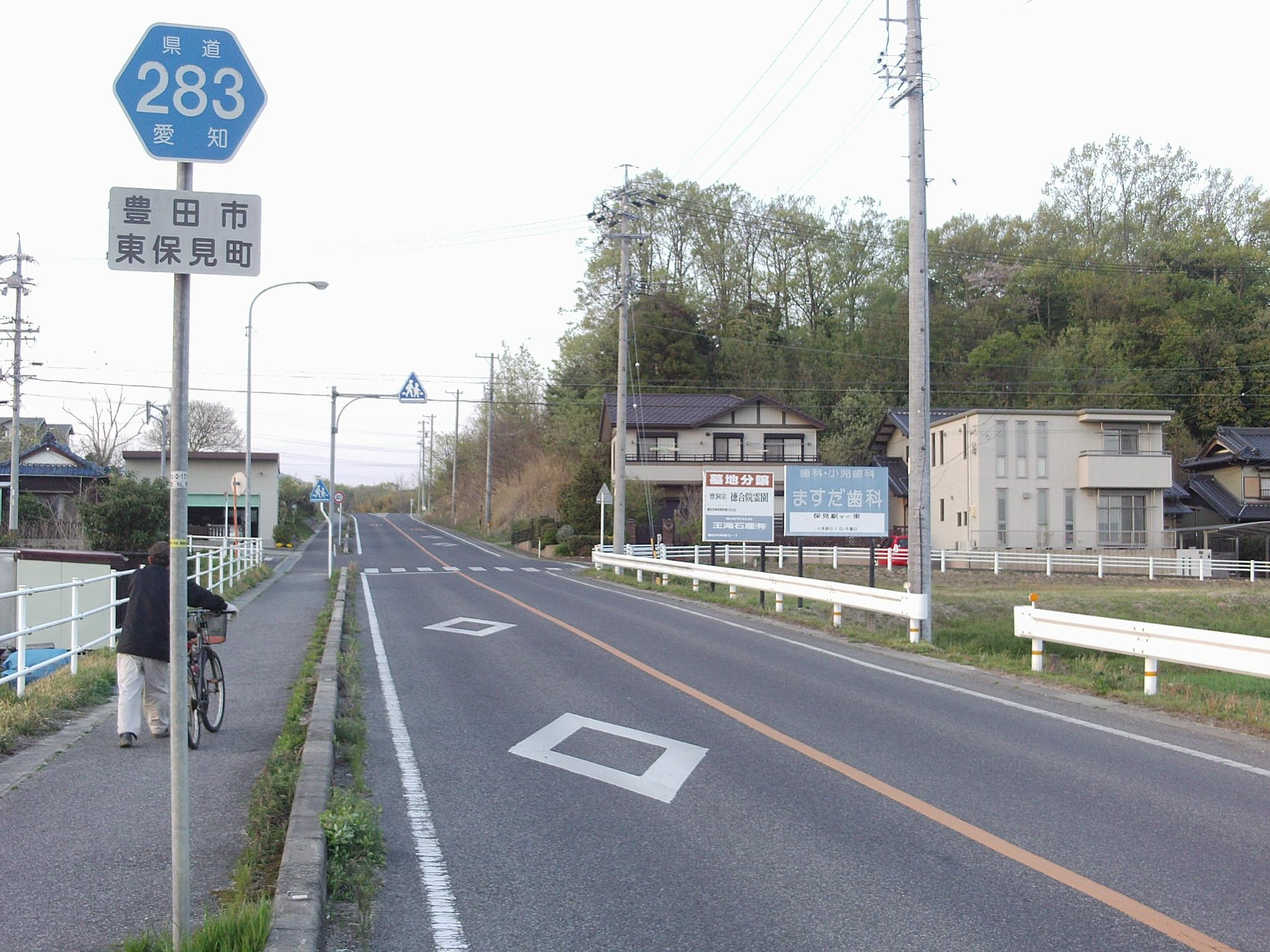
東保見（終点方面）。保見団地の東側を通る。

## 概要
猿投中西交差点 - 乙部町南沢付近の区間は、中央線が引かれていない、道幅が狭隘な区間である。
そのほかの区間は、片側一車線の道幅がある。
以前は国鉄バスの走行ルートであり、バスルートのために県道に格上げになった。

### 路線データ
- 起点：愛知県豊田市加納町（愛知県道349号深見亀首線「加納町向井山」交差点）
- 終点：愛知県豊田市東保見町（愛知県道58号名古屋豊田線「東保見町抱六」交差点）

## 沿革
- 1959年12月15日：認定

## 通過する自治体
- 愛知県
  - 豊田市

## 接続する道路
- 愛知県道349号深見亀首線
- 愛知県道58号名古屋豊田線（飯田街道）

## 周辺
- 豊田市立猿投中学校
- 豊田市立加納小学校
- 中京大学豊田キャンパス
- 保見団地
- 愛知環状鉄道・愛知環状鉄道線 保見駅